# (100742) 1998 DW25
(100742) 1998 DW25 es un asteroide perteneciente al cinturón de asteroides descubierto el 23 de febrero de 1998 por el equipo del Spacewatch desde el Observatorio Nacional de Kitt Peak, Arizona, Estados Unidos.

## Designación y nombre
Designado provisionalmente como 1998 DW25.

## Características orbitales
1998 DW25 está situado a una distancia media del Sol de 2,376 ua, pudiendo alejarse hasta 2,727 ua y acercarse hasta 2,024 ua. Su excentricidad es 0,148 y la inclinación orbital 1,949 grados. Emplea 1337,75 días en completar una órbita alrededor del Sol.

## Características físicas
La magnitud absoluta de 1998 DW25 es 17,2. 